# Михаил Константинович Клодт
 Тази статия е за художника М. К. Клодт.  За други личности със същата фамилия вижте Клодт.  
Михаил Константинович Клодт (барон Клодт фон Юргенсбург) е руски художник, един от основоположниците на традициите на руския пейзаж, участник в основаването на организацията на Передвижниците. Той е племенник на големия руски скулптор и педагог Пьотър Клодт и братовчед на друг руски художник – Михаил Петрович Клодт.

## Детство и младост
Михаил Константинович Клодт е роден на 30 декември 1832 (11 януари 1833) година в Санкт Петербург. Израства и се възпитава в творческа среда – баща му се увлича по дърворезба, а чичо му Пьотър Клодт е един от най-добрите руски скулптори.
В младежката си възраст Михаил постъпва в Кадетския корпус по минно дело, но обучението там му е крайно безинтересно. Той пропуска занятия, а единственият предмет, който му харесва е рисуването. Големият му талант е открит именно от учителя му по рисуване Иван Хруцкий.
През 1851 година, на 18-годишна възраст, Михаил Клодт постъпва в Петербургската художествена академия, в класа по ландшафна живопис на професор Максим Воробьов. През 1853 година за една от своите работи получава малък сребърен медал и предложение за стипендиант от Обществото за поощрение на художниците. Според Григорий Клодт, летописец на рода Клодт, младежът отказва стипендията в полза на човек, за когото тя е по-необходима, и тя е дадена на един от братята Крейтан.
През 1855 година е награден с голям сребърен медал, а през 1857 – с малък златен медал за картината „Изглед от остров Валаам“ (1854). Платното е показано на академичната изложба от 1857 година и получава добри отзиви от критиката. При завършването си през 1858 получава званието художник I степен и голям златен медал за картината си „Изглед от имението Загезал край Рига“, след което заминава на държавна издръжка за три години в Европа.

## Швейцария и Франция
Заминава първо за Швейцария и отсяда в малък хотел на брега на Женевското езеро. Швейцарската природа обаче не го вдъхновява и вместо да реализира плодотворна работа, творчеството му изпада в застой. По тази причина Клодт решава да смени обстановката и заминава за Париж, с надеждата че световната столица на изкуствата ще го вдъхнови. Там се среща с братовчед си Михаил Петрович Клодт и заедно заминават за Бретан, а по-късно – в Нормандия. Но и тук художникът се чувства неуютно и нито великолепната архитектура, нита съвременната френска живопис му правят впечатление. Запознава се с известните френски художници Камий Коро, Шарл-Франсоа Добини и Теодор Русо, принадлежащи към Барбизонската школа. Чуждата природа не го впечатлява, а не може да приеме и френската и швейцарска художествени школи като пример за подражание.
За да се отчете през Академията рисува картините „Баркаси на брега по време на отлив. Бретан“ (1859), „Изглед от Нормандия“ (1860) и други. През 1860 година пише писмо до Академията с молба за разрешение да се върне в Русия и да прекара останалия срок до 3 години като рисува пейзажи в родината си. Междувременно известно време рисува в Северна Франция.

## 1861 – 1870
През януари 1861 година Клодт най-после получава разрешение да се върне в Русия и веднага отпътува. Има съгласието на Академията да пътува из Русия и да рисува, като дори му удължават срока на издръжка. Част от картините, рисувани в Европа са „Изглед от долината на река Аа в Лифландия“ (1862) и „Нощен изглед от Нормандия. Рибари“. Картините са работени в рамките на академичните канони в съчетание с романтични мотиви. През 1862 година за тези картини Михаил Клодт получава званието академик. Това са последните негови работи, при които той рисува пейзажи от чужди страни, след които посвещава вниманието си изцяло на руската природа.
През лятото на 1861 гадина се запознава с Елизавета Станюкович, дъщеря на адмирал Михаил Станюкович и сестра на писателя Константин Станюкович. Тя отказва да се омъжи за него и художникът изпада в тежка депресия. Това увлечение го откъсва от желанието да се посвети изцяло на рисуването. Близките му са притеснени за неговото бъдеще и скоро го убеждават да се ожени за Лиза Владимирцова. След като устройва живота си Клодт се успокоява и най-после се отдава на живописта.
През лятото на 1863 година получава покана да гостува заедно с жена си в Мценски окръг в Орловска губерния. Именно тук художникът най-после постига душевна хармония и бързо намира теми за творбите си. Често пътува из Русия и рисува природни картини и реалистични пейзажи първо в Орловска губерния, после в Тулска и Смоленска. Особено добри от този период са пейзажите „Дъбова гора“ (1863) и „Залез в Орловска губерния“ (1867).(1) Картината „Големият път през есента“ от 1863 го прави много популярен. Съвременниците му откриват в нея отдавна очаквания, типичен руски пейзаж. Небето, с тежките си дъждовни облаци, е ниско надвиснало над земята, унила и почерняла, в която е заседнала селска каруца без всякаква надежда да се измъкне.
На 9 декември 1863 година на художника му се ражда син Борис, а жена му се разболява тежко. С течение на времето болестта ѝ прогресира и през декември 1865 година тя умира. Скоро след нея умира и майката на Михаил Клодт. За да потуши мъката си през пролетта на 1866 година отново заминава в Орловска губерния и изцяло се посвещава на работата си. Междувременно през 1864 година получава званието професор за картината „Вечерен изглед от Орловска губерния“. С това звание художникът има право на преподавателска дейност в Академията, но не се намира щатна длъжност за него.
След като се завръща в Петербург, той отново предлага брак на първата си любима Елизавета Станюкович. Оженват се през януари 1867, а през ноември се ражда синът им Пьотър. През този период, в края на 1860-те, Клодт създава много и забележителни платна, сред които са „Слънчеви лъчи“, „Руско село“, „Залез в Орловска губерния“ (1867), „Алея в брезова гора“ (1867). Въпреки че работи много, финансовото състояние на художника се влошава все повече, тъй като не притежава умението да продава произведенията си.
За творбите на Клодт са характерни педантичният реализъм на изображенията, безукорният и подробен рисунък на детайлите, майсторството му в перспективните решения, строгостта и стройността на композицията, умението да „одушеви“ природата с присъствието на човешки фигури. Живописният му маниер е задълбочен, рисувайки предметите на преден план и по-обобщаващ в далечния план, небето и облаците. Свиква да преработва картините си и поради изредените причини създаването на всяка една картина му отнема много време.

## Организация на передвижниците
Следващото десетилетие в живота на Клодт е свързано с учредяването и дейността на организацията на Передвижниците, която бързо се превръща в най-големия център на художествени живот в Русия. През декември 1870 година е избран първият съвет на съюза, в чийто състав влиза и Клодт. Връзката му с членовете на това общество съдейства за развитието му като привърженик на Реализма и събужда интерес към темите и образите в селска Русия.
На първата изложба на передвижниците през декември 1871 година Клодт представя две картини – „Пладне“ и „Изглед от Киев“. Участва в изложбата и като художествен персонаж в картината на Иван Крамской „Портрет на художника М. К. Клодт“. Критиката отбелязва, че най-добрите пейзажи, експонирани на нея, са тези на Михаил Клодт и Алексей Саврасов.
На втората изложба на передвижниците излага платното си „Оран“ (1872). То предизвиква асоциации с работите на художниците от Венециановската школа, въпреки че природата в нея придобива епична широта не толкова като съдържание, колкото като изразни средства. Художникът успява да създаде впечатлението за панорамно изображение и неограничено пространство чрез удължения хоризонтален формат, снижаването на линията на хоризонта и ритъма на отдалечаващите се от зрителя бразди. Тази картина, заедно с „Гарваните долетяха“ на Саврасов се превръщат в един от живописните символи на Русия. По желание на различни галерии и музеи художникът рисува това платно още няколко пъти – през 1873, 1879 и 1881 година. Оригиналният първи вариант е закупен от Павел Третяков и се намира в Третяковската галерия.
Той продължава да участва в изложбите на передвижниците до 1879 година. Въпреки че е член на организацията, през 1873 година Михаил Клодт става преподавател в Академията, където работи до 1886. За това преминаване „от другата страна“ е обвинен от передвижниците в предателство на тяхната кауза. От друга страна Академията също го обвинява в предателство, тъй като той винаги отстоява интересите на передвижниците и участва в техните изложби. Заедно с мариниста Алексей Боголюбов и художника Сократ Воробьов създават клас по пейзажна живопис. Клодт се отнася към своята преподавателска дейност също така добросъвестно както към творчеството си и отдава на учениците си много време и усилия. Някои от тях стават известни художници, работещи в различни направления – пейзажистите Николай Дубовской и Юлий Клевер, маринистът Александър Бегров и други. Член е на академичния съвет до влизането в действие на новия устав през 1894 година.
През този период ежегодно пътува в творчески командировки из страната и създава поредица от впечатляващи картини, които влизат в „златния фонд“ на руския пейзаж. Някои от тях заедно с интереса му към пространствените ефекти, съдържат опит да се покаже в обобщена форма своеобразието, неповторимостта и красотата на руската природа, винаги с емоционалното присъствие на човешки образи – „Крави“ (1870), „Селянка край счупена каруца с лен“ (1873), „Вечерен изглед от Орловска губерния“ (1874), „Ръж“ (1877).

## Напускане на Передвижниците
През 1870-те години, под влияние на творчеството на Иван Шишкин, в изкуството на художника се увеличават епическите мотиви в трактовката на руската природа – „Горски далечини по пладне“ (1878).
В края на 1870-те години Клодт се разделя с жена си, а след това, през януари 1880 година следва и напускане на организацията на Передвижниците. Повод за това става статия във вестник „Мълва“, в която художникът остро критикува пейзажите на Архип Куинджи. Обиден, Куинджи иска Клодт да бъде изключен от организацията и когато това не става, заплашва, че сам ще подаде оставка. Скоро след това Михаил Клодт получава писмо от Николай Ярошенко, в което е обвинен, че статията е написана не от любов към изкуството, а по чисто лични мотиви. Поддавайки се на емоцията, Клодт подава молба за напускане на организацията, като си запазва правото да продължи да излага работите си в изложбите на передвижниците. Напуска през 1879 година, като друга причина е фактът, че не може напълно да приеме негативното отношение към Академизма. Последната му сериозна картина, нарисувана преди напускането е „Оран в Малорусия“, експонирана на тяхна изложба през 1879 година. По това време умира и баща му, което нанася тежък удар на художника.
Към този период се отнася и неголямото платно „Крави на водопой“ от 1879 година, нарисувано акуратно, точно и с голяма любов. Пейзажите на Клодт винаги се отличават с внимателно отношение към природата и заедно с това с нейното лирично възприятие. Критикът Владимир Стасов казва за художника, че той се е утвърдил в изкуството като „живописец на поетичното селско настроение“.
Произведенията на Михаил Клодт участват в различни изложби в Европейски страни – Световното изложение в Париж през 1867, още един път в Париж през следващата година, в Лондон през 1872, Виена – през 1873, Филаделфия – 1876.

## Последни години
Художникът продължава с пътуванията си из Русия и създава нови творби. От последните му произведения по-интересни са „Волга над Симбирск“ (1881) и „Крайбрежие“ (1885). Постепенно здравето му се влошава, като първо има проблеми с очите, след това често започва да получава главоболие. Според някои автори след това получава някакъв вид психично разстройство, а според други просто се пропива. На занятията в Академията започва да се появява неугледен и мръсен и скоро е уволнен с мизерна пенсия, като с това губи и държавната си квартира. Наема малко жилище, в което живее със сина от първия си брак Борис, който през 1899 година, на 36-годишна възраст, умира. За последен път името на художника се споменава през 1897 година във връзка с юбилейна изложба на Передвижниците. За последните години за живота на Клодт се знае малко. Архивни документи като съдебни разписки и изпълнителни листове говорят, че е затънал в дългове към различни хора.
Михаил Константинович Клодт умира в бедност и полусляп на 16 (29) май 1902 година в Санкт Петербург.
- Селско стопанство край реката (1858)
- Село в Орловска губерния (1864)
- Руско село (1967)
- Волга при Жигули (1879)
- Крави на водопой (1879)
- Брегът на Финския залив (преди 1902)